# دوست كندي
دوست‌ كندي هي قرية في مقاطعة بارس أباد، إيران. يقدر عدد سكانها بـ 377 نسمة بحسب إحصاء 2016.